# Peale Museum

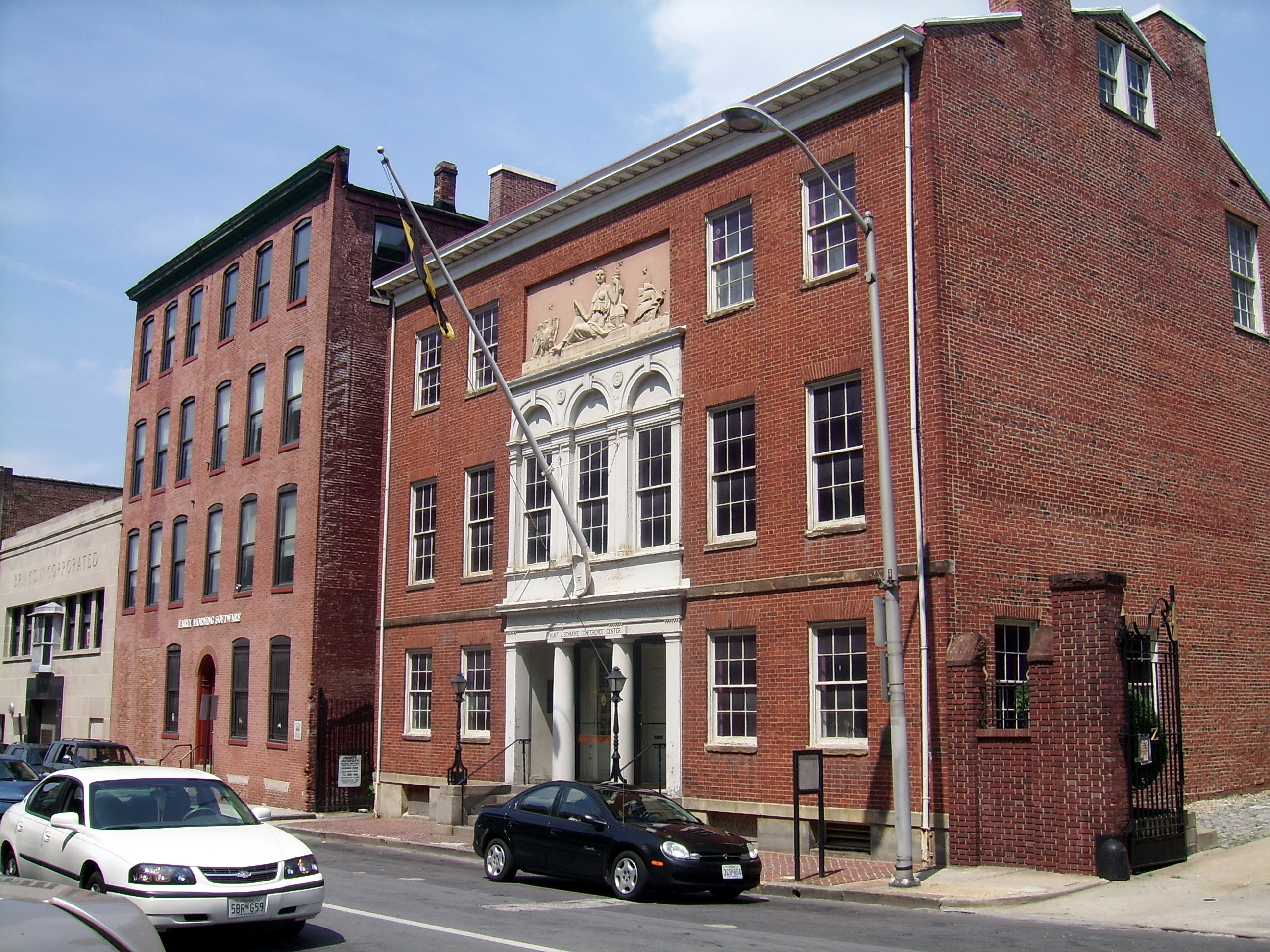
The Peale – Baltimore’s Community Museum

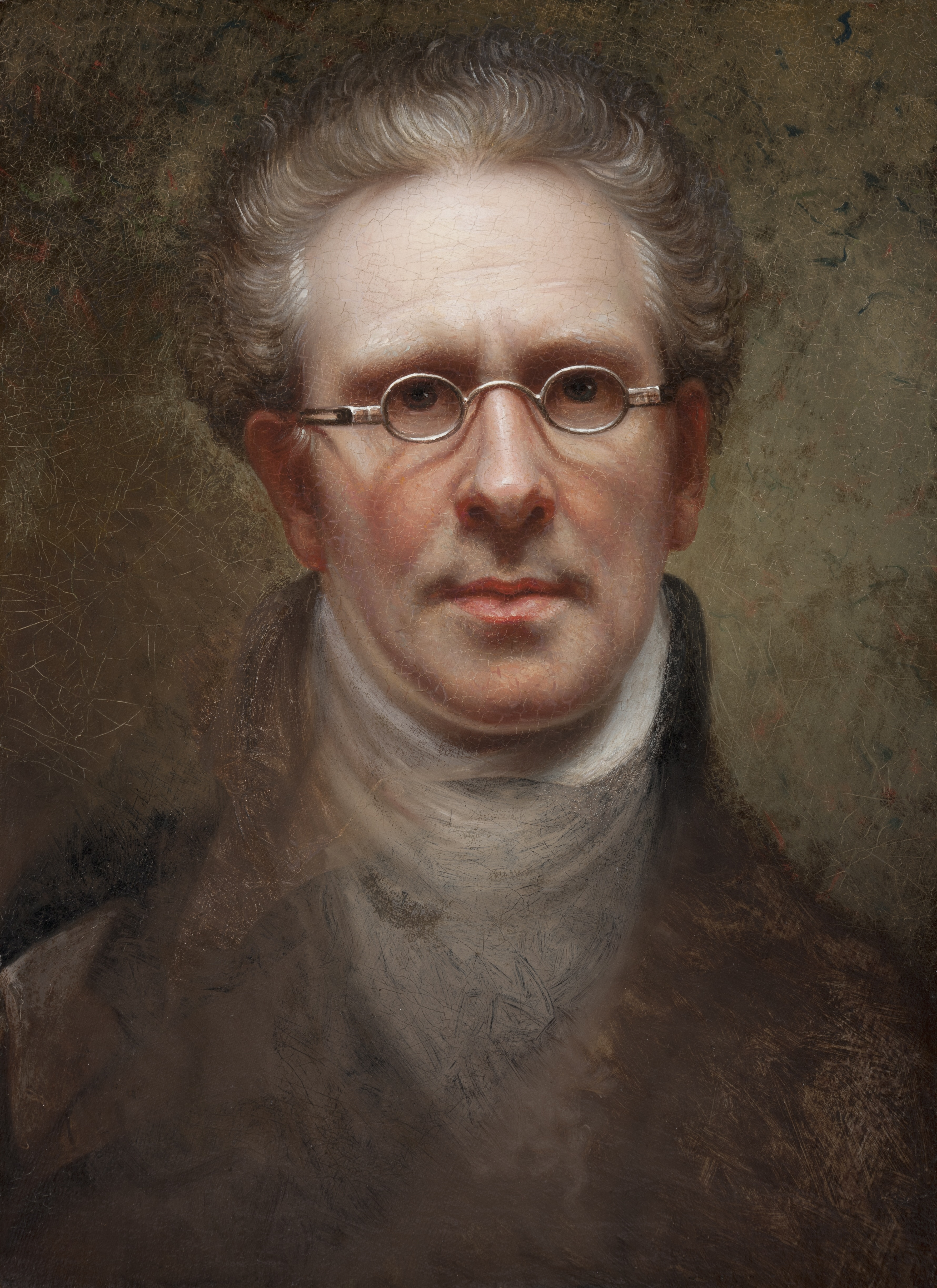
Rembrandt Peale: Selbstporträt, 1828

The Peale (Baltimore’s Community Museum) ist ein öffentliches Kunst- und Geschichtsmuseum in Baltimore im US-Bundesstaat Maryland.

## Geschichte
Es wurde 1814 von Rembrandt Peale, dem zweiten Sohn von Charles Willson Peale, als „Peale’s Baltimore Museum and Gallery of Fine Arts“ gegründet. Es war in einem eigens entworfenen Gebäude an der 225 North Holliday Street untergebracht und war das erste Museum dieser Art in den USA. Rembrandts Bruder Rubens Peale übernahm die Leitung bis zur Schließung des Museums im Jahr 1829. Im Jahr 1830 erwarb die Stadt Baltimore das Gebäude und nutzte es bis 1875 als Rathaus. Ab 1878 diente es als erste öffentliche Grundschule und ab 1883 als erste Highschool für afroamerikanische Schüler in der Stadt und im Bundesstaat Maryland.
Ende der 1920er Jahre war das Gebäude sanierungsbedürftig und wurde renoviert. 1931 wurde es als Municipal Museum of Baltimore eröffnet. Nach einer umfangreichen Renovierung von 1978 bis 1981 wurde es als Peale Museum wiederum eröffnet. Dieses Museum blieb bis 1997 bestehen. Danach wurde die Sammlung in die Maryland Historical Society überführt und das Gebäude stand größtenteils leer. Ab 2017 wurde es sporadisch für Veranstaltungen genutzt und schließlich im Jahr 2022 nach einer umfassenden Restaurierung als „The Peale, Baltimore’s Community Museum“ neu eröffnet. Im Jahr 2024 wurde das Peale Museum Teil des „African American Civil Rights Network“ des National Park Service.

## Architektur
Das Museumsgebäude wurde 1814 im georgianischen Stil erbaut, entworfen von Robert Cary Long Sr. Die Fassade und Raumaufteilung folgen klassizistischen Prinzipien. Als erstes öffentliches Gebäude Baltimores mit Gasbeleuchtung diente es damals bereits als technologisches Vorbild.

## Sammlung
Die ursprüngliche Sammlung umfasste Kunstwerke, darunter Porträts berühmter Persönlichkeiten, sowie naturhistorische Objekte wie Exemplare toter Tiere, Fossilien und Mineralien. Die Ausstellung war nach dem Vorbild des Philadelphia Museums von Peale strukturiert. 1829 wurde die Sammlung in ein neues Gebäude verlegt und 1849 verkauft. Der original erhaltene Bestand befindet sich heute größtenteils in der Maryland Historical Society bzw. in Sammlungen wie der der American Philosophical Society; einige Teile befinden sich in Philadelphia. Ein zentrales Highlight waren die Porträts amerikanischer Persönlichkeiten von Rembrandt Peale und anderen Familienmitgliedern.